# Người bào chữa

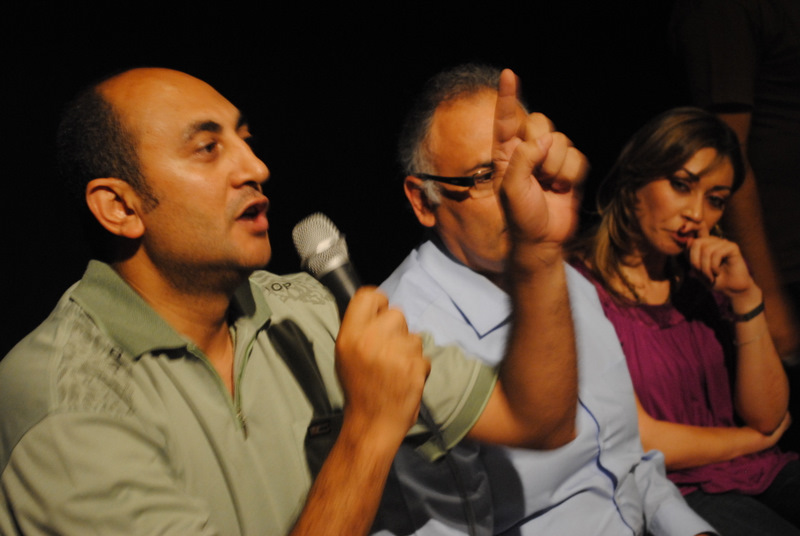
Một người bào chữa đang phát biểu ý kiến

Người bào chữa hay bào chữa viên là những người có kiến thức pháp luật và kinh nghiệm hoạt động tố tụng thay mặt thân chủ tham gia tố tụng trong một vụ án hình sự để biện hộ, bảo vệ cho thân chủ của mình nhằm chống lại sự buộc tội, truy tố hoặc một sự tố cáo, giúp làm giảm trách nhiệm hình sự cho thân chủ của họ đồng thời cũng có thể giúp cơ quan có chức năng làm sáng tỏ các tình tiết vụ án, họ có quyền tranh tụng với các chủ thể khác trong quá trình xử lý vụ án hình sự. Việc bào chữa thông qua sự trợ giúp của người bào chữa là hình thức phổ biến và chủ đạo. Thông thường người bào chữa trước khi ra tố tụng có thể được cơ quan công quyền cho gặp thân chủ là để tư vấn, hướng dẫn cho họ, chuẩn bị cho họ kiến thức pháp luật, điều kiện tâm lý để tham gia tố tụng.

## Đặc điểm
Người bào chữa do người bị tạm giữ, bị can, bị cáo hoặc người đại diện hợp pháp của họ lựa chọn. Ngoài ra, trong một số trường hợp, nếu bị can, bị cáo hoặc người đại diện hợp pháp của họ không mời người bào chữa thì cơ quan điều tra, viện kiểm sát hoặc tòa án phải yêu cầu đoàn luật sư phân công văn phòng luật sư cử người bào chữa cho họ hoặc đề nghị Ủy ban Mặt trận Tổ quốc Việt Nam, tổ chức thành viên của Mặt trận cử người bào chữa cho thành viên của tổ chức mình. Quyền bào chữa gắn liền thiết thân với việc hành nghề của Luật sư.
Người bào chữa thông thường không có quyền và lợi ích liên quan đến vụ án, họ tham gia tố tụng là nhằm bảo vệ quyền và lợi ích hợp pháp của người bị buộc tội, người bào chữa không phải là người tiến hành tố tụng cũng không thể đồng nhất người bào chữa với người bảo vệ quyền lợi của đương sự quy định. Nếu bị can, bị cáo, người đại diện hợp pháp của họ chưa nhờ người bào chữa, nay mới nhờ người bào chữa hoặc tuy đã có nhờ người bào chữa nhưng nay nhờ người bào chữa khác thì cần phải xem xét người được nhờ bào chữa đó có quan hệ thân thích với người nào đã hoặc đang tiến hành tố tụng trong vụ án hay không.

## Các loại
Ở Việt Nam, theo quy định của pháp luật thì người bào chữa có thể là:
- Luật sư, là một người theo nghề luật có kiến thức về pháp luật. Trong thực tiễn hiện nay, người bào chữa trong tố tụng hình sự chù yếu là luật sư
- Người đại diện hợp pháp của người bị tạm giữ, bị can, bị cáo
- Trợ giúp viên pháp lý[5] khi được yêu cầu, khi được Trung tâm phân công và được cơ quan tiến hành tố tụng cho phép thì họ tham gia tố tụng hình sự với tư cách là người bào chữa
- Bào chữa viên nhân dân. Chức danh bào chữa viên nhân dân ở Việt Nam ra đời trên cơ sở sắc lệnh sắc lệnh số 69/SL ngày 18/6/1949, Nghị định số 01/NĐ ngày 12/01/1950 của Bộ tư pháp quy định rõ tiêu chuẩn bào chữa viên nhân dân. Trong suốt thời gian dài (1949–1987) bào chữa viên nhân dân đã đóng một vai trò quan trọng trong tố tụng hình sự.[5]

Người bào chữa trong tố tụng hình sự, có thể là một trong bốn chủ thể nêu trên. Kể từ khi được các cơ quan tiến hành tố tụng hình sự cấp Giấy chứng nhận người bào chữa, thì từ thời điểm đó, người bào chữa có các quyền, nghĩa vụ tố tụng theo luật định.
Theo quy định của pháp luật Việt Nam, trong số các chủ thể tham gia tố tụng, người bào chữa, người bảo vệ quyền lợi của đương sự được ngang hàng chung với người bị tạm giữ, bị can, bị cáo, người bị hại, nguyên đơn dân sự, bị đơn dân sự, người có quyền lợi, nghĩa vụ liên quan đến vụ án, người giám định, người phiên dịch và người bào chữa nói chung (luật sư nói riêng) chưa được thừa nhận là một chức danh tư pháp độc lập.

## Hoạt động
Theo quy định của Điều 63 và 64 của Bộ luật Tố tụng hình sự của Cộng hòa Pháp quy định thời điểm cho người bào chữa tham gia tố tụng sau 20 giờ kể từ khi bị tạm giữ. Bộ luật Tố tụng hình sự Nhật Bản tại Khoản 1 Điều 30 quy định cho người bị tạm giữ có quyền mời người bào chữa cho mình trong bất kỳ thời điểm nào. Theo quy định của pháp luật tố tụng hình sự Việt Nam hiện hành tại khoản 3 Điều 49 thì người bào chữa được tham gia tố tụng từ khi có quyết định khởi tố bị can. Người bào chữa khi tham gia tố tụng để bào bị cáo có những quyền và phải thực hiện những nghĩa vụ mà pháp luật tố tụng hình sự đã quy định đối với người bào chữa.
Khi người bào chữa đến Trại tạm giam, Nhà tạm giữ xuất trình đủ giấy tờ cần thiết, thì việc trích xuất bị can, bị cáo ra nơi làm việc với người bào chữa trong khuôn viên Trại tạm giam, Nhà tạm giữ là thẩm quyền của Giám thị Trại tạm giam, Trưởng nhà tạm giữ. người bào chữa muốn gặp thân chủ nơi giam giữ, thì phải được cơ quan tiến hành tố tụng hình sự đang thụ lý vụ án cấp giấy chứng nhận người bào chữa. Đây chính là sự đồng ý chính thức của cơ quan có thẩm quyền, cho phép người bào chữa gặp thân chủ nơi giam giữ.
Cơ quan điều tra phải tạo điều kiện thuận lợi cho người bào chữa đọc, ghi chép, sao chụp tài liệu trong hồ sơ vụ án sau khi kết thúc điều tra. Sau khi được cấp giấy chứng nhận người bào chữa, nhiều trường hợp luật sư không được cơ quan điều tra, điều tra viên giao các quyết định tố tụng, thông báo cách thức liên lạc, kế hoạch làm việc... điều tra viên phải thông báo về thời gian, địa điểm lấy lời khai người bị tạm giữ, hỏi cung bị can cho người bào chữa trước 24 giờ, trường hợp người bào chữa ở xa có thể thông báo trước 48 giờ. Về nội dung, khi lấy lời khai, nếu điều tra viên đồng ý cho người bào chữa được hỏi người bị tạm giữ, bị can thì phải ghi câu hỏi và câu trả lời vào biên bản...

## Vai trò và thực trạng
Quyền bào chữa là một quyền thuộc phạm trù nhân quyền trong hoạt động Tư pháp. Hiến pháp nhiều nước quy định nguyên tắc mọi công dân đều có quyền bình đẳng trước pháp luật, từ lẽ đó pháp luật nhiều nước có những quy định cụ thể, trong khoa học tố tụng hình sự, đảm bảo quyền bào chữa của người bị tạm giữ, bị can, bị cáo không chỉ là một nguyên tắc Hiến định mà còn là một nguyên tắc quan trọng.
Quyền bào chữa được xem như là phương tiện pháp lý cần thiết để những chủ thể nói trên bảo vệ quyền và lợi ích hợp pháp của mình. Thừa nhận quyền bào chữa là thừa nhận tính tranh tụng trong hoạt động tố tụng - điều kiện không thể thiếu được cho việc xét xử khách quan, công minh. Càng mở rộng phạm vi quyền bào chữa bao nhiêu thì càng mở rộng tính tranh tụng bấy nhiêu và kết quả tương ứng là càng hạn chế khả năng làm oan sai người vô tội trong xét xử.
Việc tham gia tố tụng của luật sư không chỉ bảo đảm tốt hơn quyền bào chữa của bị can, bị cáo, các đương sự khác, mà còn giúp các cơ quan tiến hành tố tụng phát hiện, sửa chữa những thiếu sót, làm rõ sự thật khách quan, xét xử đúng người, đúng tội, đúng pháp luật.
Người bị tạm giữ, bị can, bị cáo trong vụ án hình sự là những người chỉ bị tình nghi có hành vi vi phạm pháp luật hình sự chứ không phải là tội phạm. Việc họ có phải là tội phạm hay không phải căn cứ vào bản án có hiệu lực pháp luật của Tòa án. Do đó, trong quá trình tòa án xét xử họ có quyền tự bào chữa và có quyền nhờ người khác bào chữa. Người bào chữa có vai trò quan trọng. Tuy vậy, ở một số nước, do địa vị pháp lý của người bào chữa chỉ là người tham gia tố tụng, phạm vi hoạt động thuộc lĩnh vực "bổ trợ tư pháp" nên thực chất luật sư chỉ là người trợ giúp pháp lý mang tính bị động, không có cơ sở cho việc hành nghề một cách bình đẳng và độc lập.
Ở Việt Nam, vị trí của người bào chữa chưa được quan tâm đúng mức ngoài ra nhiều quy định của Tòa án gây khó dễ cho người bào chữa như thủ tục cấp và thu hồi giấy chứng nhận người bào chữa. Theo đó, để được tham gia vụ án, luật sư phải trình cơ quan tiến hành tố tụng ba loại giấy tờ (gồm: 1) văn bản nhờ luật sư bào chữa của bị can, bị cáo, 2) người bị tạm giữ hoặc người đại diện hợp pháp của họ, 3) văn bản của văn phòng luật sư cử luật sư bào chữa và thẻ luật sư), đồng thời đáp ứng đầy đủ một số yêu cầu nhiêu khê khác đặc biệt, giấy chứng nhận bào chữa được coi là cái vòng kim cô đối với luật sư.